# Bissociation
 (février 2020).
Si vous disposez d'ouvrages ou d'articles de référence ou si vous connaissez des sites web de qualité traitant du thème abordé ici, merci de compléter l'article en donnant les références utiles à sa vérifiabilité et en les liant à la section « Notes et références ».
La bissociation (terme forgé par Arthur Koestler) est un des processus créatifs fondamentaux, avec l'incubation, la sérendipité, etc.
Elle consiste en l'association de deux idées, de deux solutions ou de deux univers qui sont a priori très étrangers l'un à l'autre, afin d'en créer un troisième, inédit.
On utilise aussi les termes trissociation et multissociation, en fonction du nombre d'idées associées. Un bon exemple de multissociation est le Douglas DC-3, un avion qui associe cinq solutions techniques qui n’avaient jamais été utilisées ensemble.
Comme c'est un processus essentiel de la créativité, les exemples abondent. Un parmi tant d'autres est celui du baladeur de Sony (Walkman), association d'un lecteur de cassettes dont l'entreprise ne savait que faire et d'une paire d'écouteurs, imaginée par Masaru Ibuka alors qu'il flânait d'un étage à l'autre du centre de recherche.

## Exemples d'inventions techniques
Au nombre des exemples les plus représentatifs et couronnés de succès commercial, on peut également citer :
- la motoneige, motocyclette adaptée à des skis ;
- le code-barres, inspiré du braille et du système optique de lecture des bandes son au cinéma ;
- le jeu vidéo, utilisant originellement la télévision familiale et l'informatique personnelle ;
- le roller, qui combine patins à roulettes et chaussures de sport ;
- le kite-surf, cerf-volant couplé à un surf modifié ;
- le VTT, qui adapte le concept de l'automobile 4x4 au vélo ;
- le Leica, combinaison d'un boîtier d'appareil photographique et d'une pellicule destinée au cinéma ;
- la planche à voile, hybride de surf et d'embarcation légère.

## Développements informatiques
La bissociation est aussi un processus de création utilisé dans l'informatique. Le développement du Web 2.0 a permis la création de nouvelles applications (appelées mashups), qui combinent des API déjà existantes.

## Création musicale
En combinant la partie instrumentale d'un morceau avec la partie a cappella d'un autre, les DJ créent de nouveaux morceaux aussi appelés mashups. Ce processus de création, à l'instar des remix, trouve un public de plus en large.